# 小行星6330
小行星6330（英語：6330 Koen）是一颗围绕太阳公转的小行星。1992年3月23日，圓舘金、渡邊和郎在北见发现了此天体。
这颗小行星的绝对星等为354.62561等。